# Andreas Buller

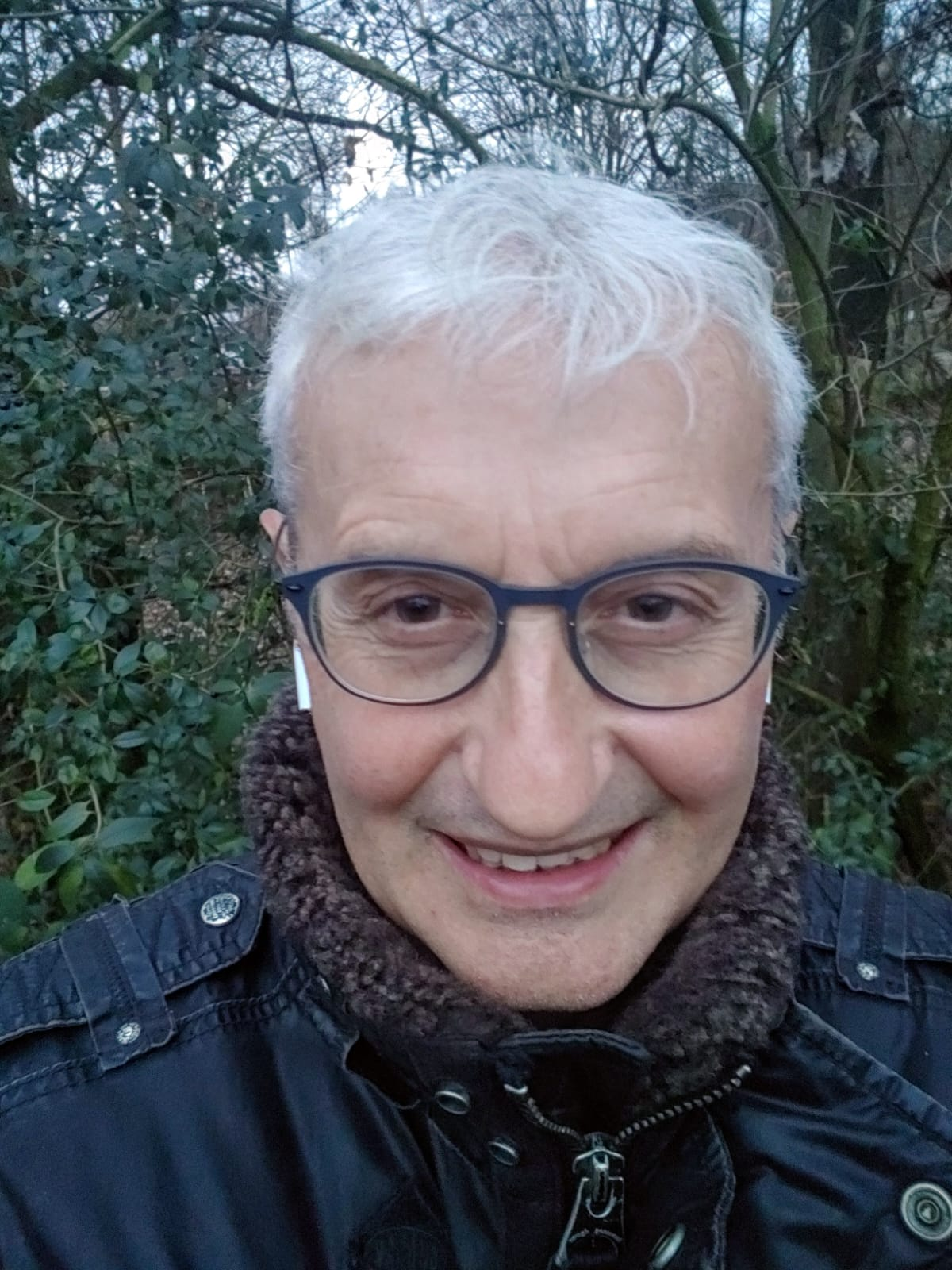
Andreas Buller (2023)

Andreas Buller (* 1961 in Abai, Kasachische SSR) ist ein deutsch-russischer Philosoph, Geschichtstheoretiker und Sachbuchautor.

## Leben
Buller wurde 1961 in Abai in der Kasachischen Sozialistischen Sowjetrepublik geboren. Seine Eltern galten als Russlanddeutsche und wurden in der Nachkriegszeit in ein Arbeitslager deportiert. Nach ihrer Entlassung durften sie sich in der Industriestadt Karaganda niederlassen. Dort in Zentralkasachstan wurde Andreas Buller geboren und verbrachte seine Kindheit zunächst in einer ehemaligen Baracke des sowjetischen Straflagers Karlag für Kriegsgefangene und politische Häftlinge.
Er studierte Geschichte an der Staatlichen Universität Karaganda. Seit 1990 lebt Buller in Deutschland. An der Fernuniversität Hagen hat er 2001 mit seiner Arbeit Geschichtstheorien des 19. Jahrhunderts promoviert. Er unterrichtet Philosophie an der Swiss International School in Fellbach.

## Werk
Buller publizierte sowohl auf Deutsch als auch auf Russisch und Englisch. In seinem zweisprachigen Werk Morality and Language of Totalitarianism. Moral Basics of Putinism (2023) analysiert er die ethischen Grundlagen totalitärer Sprache in verschiedenen politischen Systemen des 20. und 21. Jahrhunderts – Bolschewismus, Nationalsozialismus und Putinismus. Weitere Arbeiten von ihm widmen sich dem Begriff der Zeit und der Erkenntnis der historischen Vergangenheit, dem Tod in Philosophie, Geschichte und Literatur sowie der Aktualität Wladimir Solowjows. Ein zentrales Forschungsthema ist jedoch die Theorie und Geschichte des Spurbegriffes.
Seine wissenschaftliche Laufbahn begann Buller mit Arbeiten zum Begriff der „Spur“. Zunächst erschienen seine drei russischsprachige Vorlesungen über den Spurbegriff, die insbesondere für die Fachhistoriker konzipiert waren. Denn in der wissenschaftlichen Geschichtsschreibung sieht der Autor nichts anderes als eine „organisierte und institutionalisierte Prozedur des Spurenlesens“. Die Reaktionen kamen in erster Linie von Historikern. Später folgte die russischsprachige Monografie Spuren und Schichten der Zeit (mit den Beiträgen von Reinhart Koselleck). Dort übersetzte Buller einige Artikel von Reinhart Koselleck ins Russische. Schließlich publizierte er eine deutsche Fassung seiner Theorie und Geschichte des Spurbegriffes. In seinem Buch über den Tod greift Buller das Thema Spur erneut auf, indem er die Spuren des Todes analysiert.
Weitere Arbeiten des Autors widmen sich der russischen Philosophie, insbesondere dem Denken Wladimir Solowjows und Simon L. Frank. In einem seiner Aufsätze unternimmt Buller einen vergleichenden Analyseversuch der philosophischen Konzepte Wladimir Solowjows und Arthur Schopenhauers. Dabei gelangt er zu dem Schluss, dass das Mitleidgefühl als ethische Kategorie eine zentrale Verbindung zwischen Schopenhauers Ethik und Solowjows Philosophie darstellt. Für ein deutschsprachiges Publikum erschien 2009 das Buch Die Kommunismusidee in der russischen Religionsphilosophie.
Für Studierende der Geschichtswissenschaft an russischen Hochschulen veröffentlichte er 2013 eine russischsprachige Einführung in die Geschichtstheorie.

## Rezeption
Buller wurde mit seinen Veröffentlichungen in verschiedenen Kontexten öffentlich rezipiert und diskutiert. So wurde sein Buch Morality and Language of Totalitarianism im Jahr 2023 ausführlich in einem Video sowie in einem Podcast des oppositionellen russischen Bloggers und Politikers Maxim Kaz mit dem Titel Die Grundlage des Putinismus. Worauf beruht die Macht des Präsidenten? vorgestellt. Dabei erreichte das YouTube-Video über 800.000 Aufrufe. Der Online-Zeitschrift Holod ("Холод") gab Buller ein Interview über sein Buch, das unter dem Titel Die Propaganda des Dritten Reiches und Putins verwendet die gleichen Methoden veröffentlicht wurde.
In der regierungstreuen russischen Wochenzeitung Zavtra ("Завтра") wurde Bullers Wirken hingegen im Zusammenhang mit einer Kampagne 2022–2023 gegen das Institut für die Philosophie der Russischen Akademie der Wissenschaften scharf kritisiert. Ihm wird vorgeworfen, „universelle“ beziehungsweise „westliche“ Werte in Russland zu propagieren und damit die russische Jugend zu „verderben“. Der Bericht der Zeitung Zavtra wurde in anderen regierungsnahen Medien nachgedruckt.

## Veröffentlichungen (Auswahl)
- Morality and Language of Totalitarianism: Moral Basics of Putinism. LIT Verlag, Berlin 2023, ISBN 978-3-643-96447-2.
- Мораль и язык тоталитаризма: большевизма, национал-социализма и путинизма [Moral und Sprache des Totalitarismus]. LIT Verlag, Berlin 2023, ISBN 978-3-643-25084-1.
- als Herausgeber: Следы и слои времени [Spuren und Schichten der Zeit] (mit Beiträgen von Reinhart Koselleck). Akademische Buchhandlung, Sankt Petersburg 2022, ISBN 978-5-98712-286-0.
- Тема смерти в философии, истории и литературе [Das Thema Tod in Philosophie, Geschichte und Literatur]. Aletheia, Sankt Petersburg 2019, ISBN 978-5-907189-24-9.
- Введение в теорию истории. Учебное пособие для академического бакалавриата [Einführung in die Geschichtstheorie. Lehrbuch für akademische Bachelor-Studiengänge]. 2. Auflage. Jurajt, Moskau 2018, ISBN 978-5-534-05911-3.
- В. С. Соловьёв и современность [Wladimir Solowjew und die Gegenwart]. Nauka, Moskau 2018, ISBN 978-5-02-040071-9.
- Theorie und Geschichte des Spurbegriffs. Entschlüsselung eines rätselhaften Phänomens. Tectum, Marburg 2016, ISBN 978-3-8288-3753-9.
- Три лекции о понятии след [Drei Vorlesungen zum Begriff „Spur“]. Aletheia, Sankt Petersburg 2015, ISBN 978-5-906792-86-0.
- Die Kommunismusidee in der russischen Religionsphilosophie. Logos, Berlin 2009, ISBN 978-3-8325-2093-9.
- Die Geschichtstheorien des 19. Jahrhunderts. Das Verhältnis zwischen historischer Wirklichkeit und historischer Erkenntnis bei Karl Marx und J. G. Droysen. Beitrag zur transzendentalen Historik. Logos, Berlin 2002, ISBN 3-8325-0089-8.